# Musée de la lessive
Le musée de la lessive est un musée belge consacré à l’évolution des diverses techniques utilisées pour blanchir le linge et aux conditions de travail des blanchisseuses.
Inauguré en juin 1993 à Spa, il fut installé au Waux-hall de Spa (rue de la Géronstère) jusqu'en octobre 2012. Depuis février 2013, il est situé rue Hanster 10, à Spa, au fond du Parc de Sept Heures.

## Description
L’exposition remonte aux origines de la lessive (Antiquité) et retrace son évolution jusqu’à nos jours. Les avancées technologiques sont présentées grâce à une collection de documents, d’objets anciens, de machines en état de fonctionnement mais également en suivant l’histoire du savon jusqu’aux poudres à lessiver.
En plus de l’aspect technique proprement dit, la visite propose d’aborder l’aspect socioculturel qui y est lié (hygiène, conditions de vie et de travail, rareté des biens de consommation…).
Le musée abrite plus de 500 machines à lessiver.

## Expositions temporaires
En plus de l’exposition permanente, le musée propose régulièrement une exposition temporaire sur un sujet, avec la lessive comme fil conducteur (Bulles de lessive dans la BD, La lessive dans l’imagerie populaire, L’enfant et la lessive…).

## Organisation
L’équipe du musée est composée d’une vingtaine de membres bénévoles. Ceux-ci s’occupent de la collecte des documents et objets exposés mais également de l’animation des visites.

## Photos

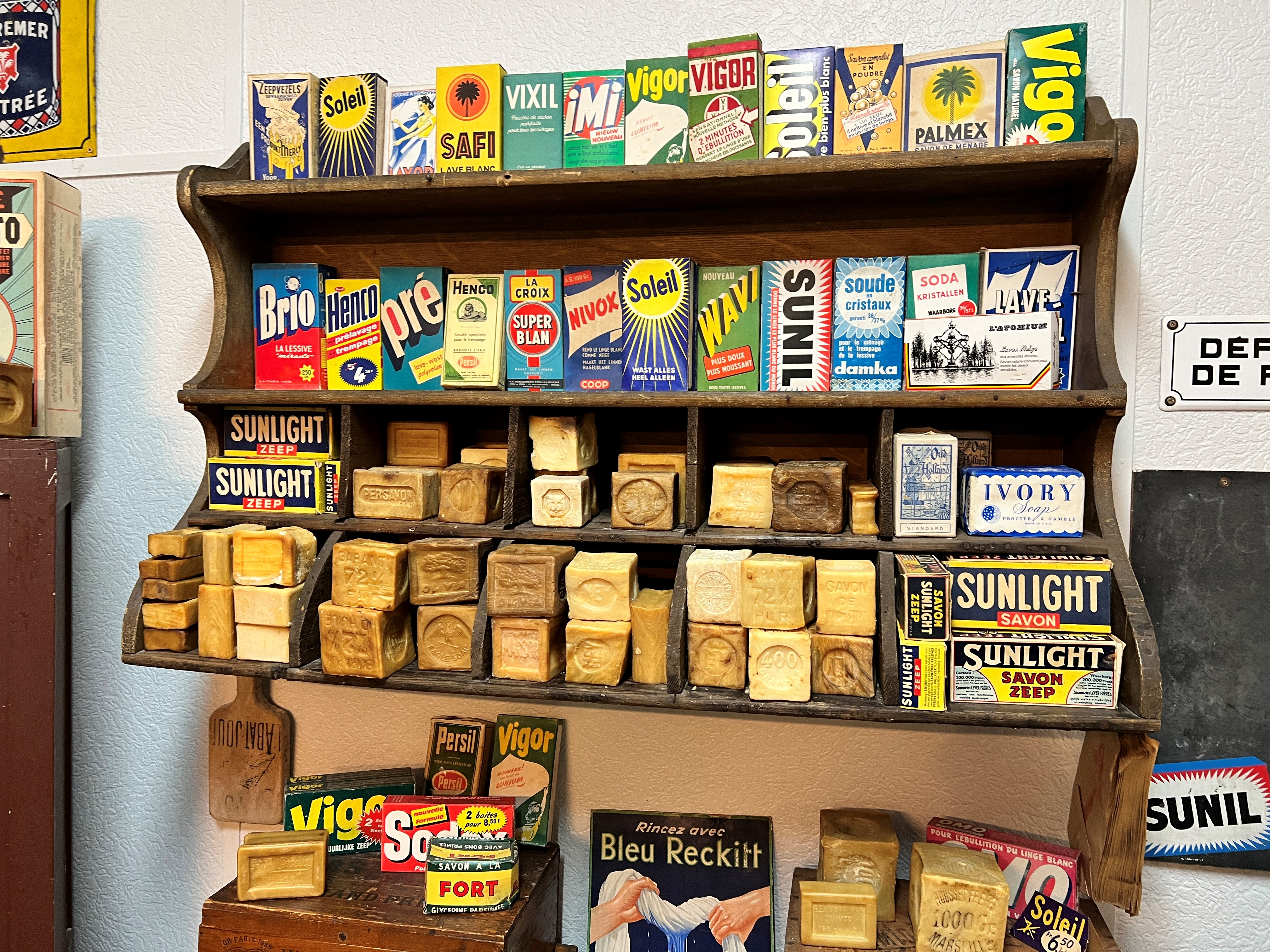
Étagère avec vieux savon
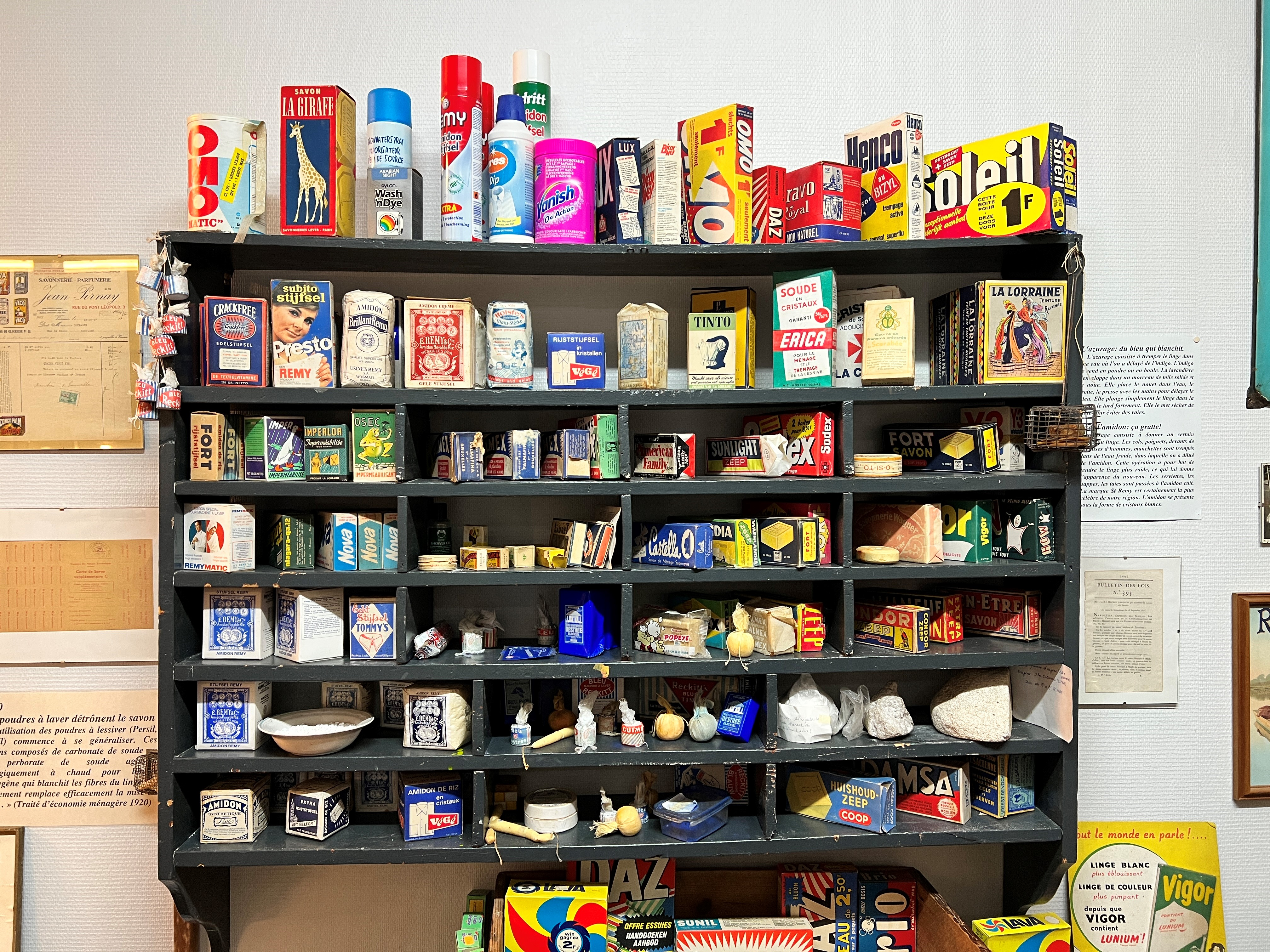
Étagère avec de vieilles lessives et de l'amidon
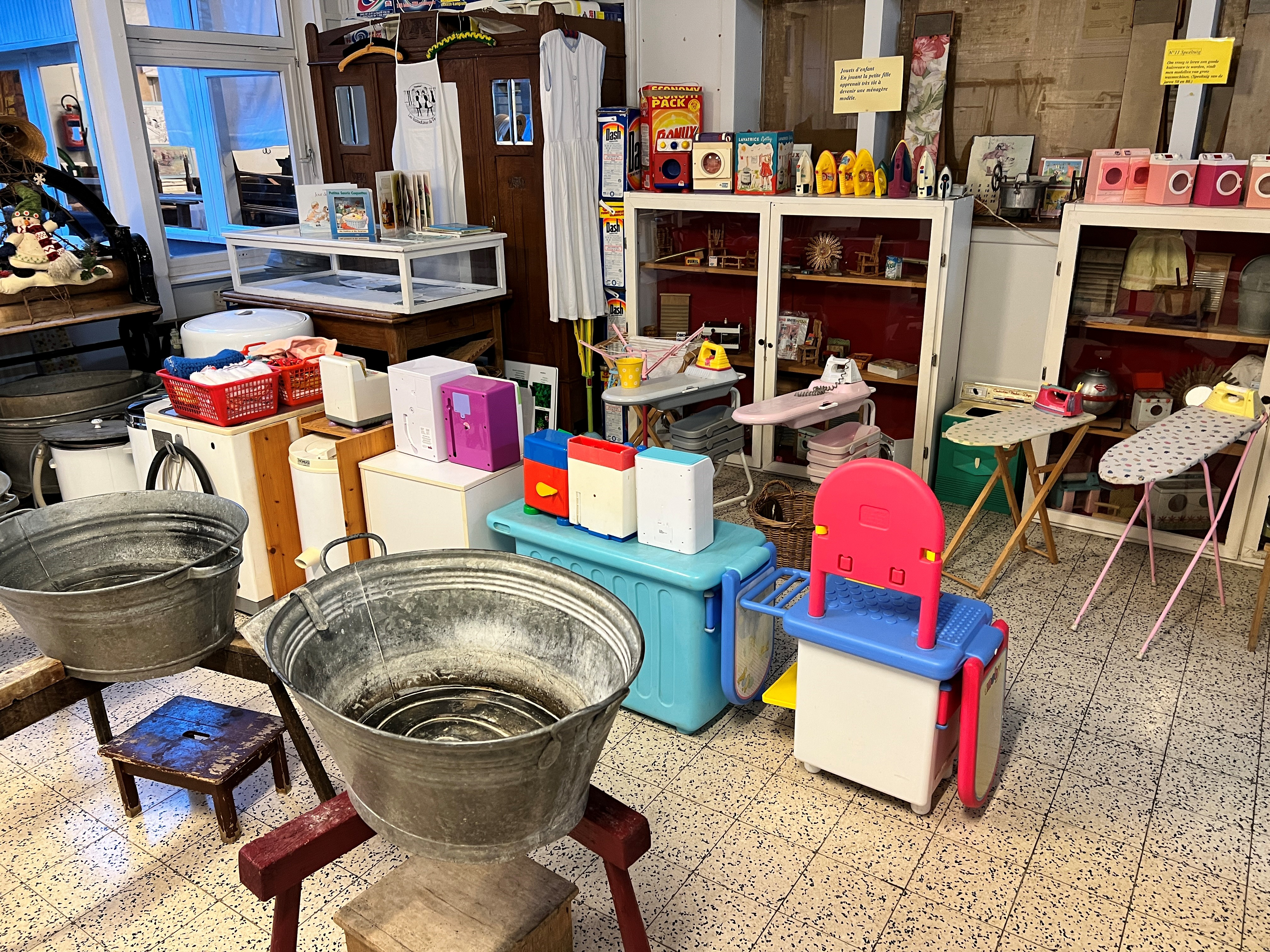
Outils de lessive anciens, jouets et planches à repasser
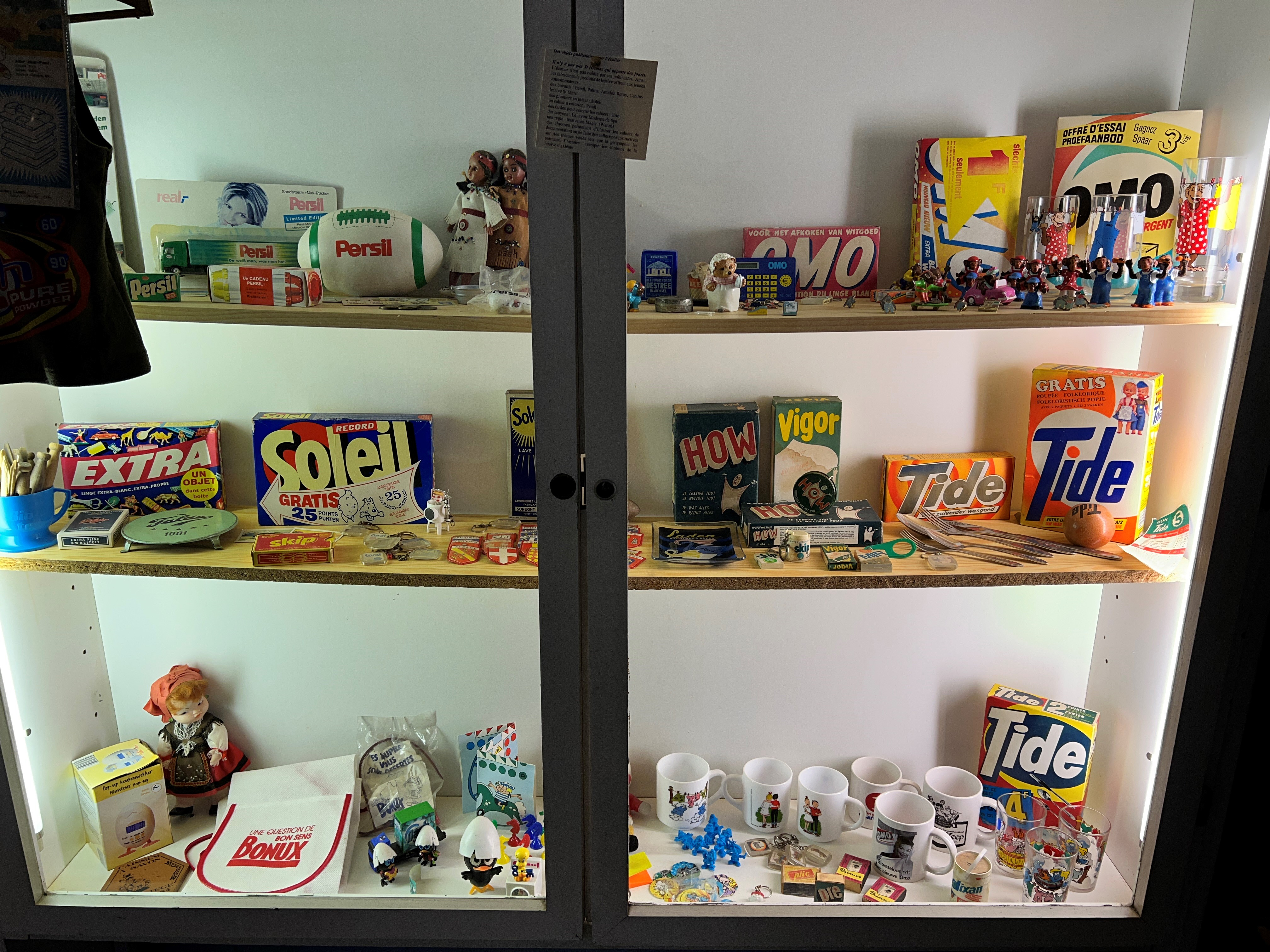
Vitrine d'anciens objets promotionnels de marques de lessive